# 영화제 목록

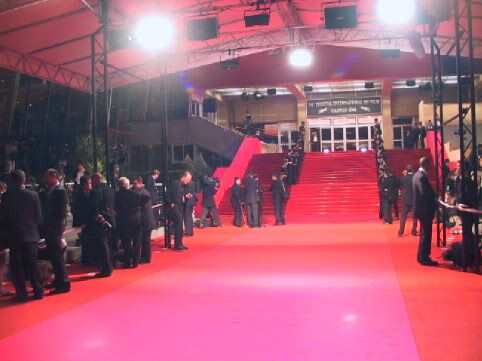

다음은 개최 대륙별로 구분된 영화제의 목록이다.

## 아시아
| 이름                        | 시작년도 | 개최도시    | 개최국가   | 유형                         | 참고                          | 공식 웹사이트                                      |
| --------------------------- | -------- | ----------- | ---------- | ---------------------------- | ----------------------------- | -------------------------------------------------- |
| 서울 충무로 국제 영화제     | 2007년   | 서울시 중구 | 대한민국   | 경쟁 포함 비경쟁 국제 영화제 |                               | 한국어, 영어, 일어 보관됨 2009-03-18 - 웨이백 머신 |
| 아시아 태평양 영화제        | 1954년   | 매 번 바뀜  | 매 번 바뀜 | 아시아 지역                  |                               | 영어                                               |
| 서울국제영화제              | 2000년   | 서울특별시  | 대한민국   | 국제                         |                               | 한국어, 영어                                       |
| 부산국제영화제              | 1996년   | 부산광역시  | 대한민국   | 국제                         |                               | 한국어, 영어                                       |
| 전주국제영화제              | 2000년   | 전주        | 대한민국   | 국제                         |                               | 한국어, 영어 보관됨 2009-03-27 - 웨이백 머신       |
| 제천국제음악영화제          | 2005년   | 제천        | 대한민국   | 국제                         | 음악영화제                    | 한국어 영어                                        |
| 대종상 영화제               | 1962년   |             | 대한민국   | 국내                         |                               | 한국어                                             |
| 부천국제판타스틱영화제      | 1997년   | 부천        | 대한민국   | 국제                         |                               | 한국어, 영어                                       |
| 서울국제여성영화제          | 1997년   | 서울        | 대한민국   | 국제                         |                               | 한국어, 영어                                       |
| 도쿄 국제 영화제            | 1985년   | 도쿄        | 일본       | 국제                         |                               | 일본어, 영어                                       |
| 유바리 국제 판타스틱 영화제 | 1990년   | 홋카이도    | 일본       | 국제                         |                               | 일본어 보관됨 2008-09-05 - 웨이백 머신             |
| 방콕 국제 영화제            | 2003년   | 방콕        | 태국       | 국제                         | 정부기관인 타이 관광청이 주최 |                                                    |
| 홍콩 국제 영화제            | 1977년   | 홍콩        | 중국       | 국제                         |                               | 중국어 영어                                        |
| 베이징 국제 영화제          | 2011년   | 베이징      | 중국       | 국제                         | 매년 4월 베이징에서 개최      | 중국어 영어                                        |
| 하노이 국제 영화제          | 2010년   | 하노이      | 베트남     | 국제                         |                               | 베트남어 영어                                      |
| 캄보디아 국제 영화제        | 2011년   | 프놈펜      | 캄보디아   | 국제                         |                               | 영어 보관됨 2021-04-16 - 웨이백 머신               |

## 유럽
| 이름                      | 시작년도 | 개최도시     | 개최국가   | 유형 | 참고                                                                        | 공식 웹사이트                        |
| ------------------------- | -------- | ------------ | ---------- | ---- | --------------------------------------------------------------------------- | ------------------------------------ |
| 칸 영화제                 | 1946년   | 칸           | 프랑스     | 국제 | 세계에서 가장 오래되고 영향력 있는 영화제 중 하나로, 매년 대개 5월에 개최   | 영어                                 |
| 베를린 국제 영화제        | 1951년   | 베를린       | 독일       | 국제 | 매년 2월에 개최                                                             | 독일어, 영어                         |
| 베네치아 국제 영화제      | 1932년   | 베네치아     | 이탈리아   | 국제 | 세계에서 가장 오래된 영화제로 매년 8월 말에서 9월 초 사이에 리도섬에서 개최 | 영어                                 |
| 로카르노 영화제           | 1946년   | 로카르노     | 스위스     | 국제 | 매년 8월에 개최                                                             | 영어 보관됨 2010-12-13 - 웨이백 머신 |
| 키프로스 국제 영화제      | 2006년   | 니코시아     | 키프로스   | 국제 |                                                                             |                                      |
| 키프로스 국제 단편 영화제 | 2008년   | 니코시아     | 키프로스   | 국제 |                                                                             |                                      |
| 로테르담 국제 영화제      | 1972년   | 로테르담     | 네덜란드   | 국제 | 매년 1월 또는 2월 개최                                                      |                                      |
| 빈 국제 영화제            | 1960년   | 빈           | 오스트리아 | 국제 | 매년 10월 개최                                                              |                                      |
| 카를로비바리 영화제       | 1946년   | 카를로비바리 | 체코       | 국제 | 매년 7월 개최                                                               |                                      |

## 북중 아메리카
| 이름               | 시작년도 | 개최도시 | 개최국가 | 유형 | 참고                                          | 공식 웹사이트 |
| ------------------ | -------- | -------- | -------- | ---- | --------------------------------------------- | ------------- |
| 선댄스 영화제      | 1978년   | 선댄스   | 미국     | 국제 | 매년 1월에 열리며 미국에서 가장 큰 독립영화제 |               |
| 소노마 국제 영화제 | 1997년   | 소노마   | 미국     |      |                                               |               |
| 토론토 국제 영화제 | 1976년   | 토론토   | 캐나다   |      |                                               |               |

## 같이 보기
- 영화상 목록
- 영화 목록